# آفاق ملکوا
آفاق ملکوا (ترکی آذربایجانی: Afaq Məlikova) زاده ۱۸ ژانویه ۱۹۴۷ در شهر باکو، جمهوری آذربایجان است. آفاق رقصنده معروف آذربایجانی و دریافت کننده نشان افتخار هنرمند خلق جمهوری شوروی سوسیالیستی آذربایجان است.

## زندگی‌نامه
آفاق ملکوا ۱۸ ژانویه سال ۱۹۴۷ در شهر باکو، آذربایجان شوروی به دنیا آمد. دوران کودکی او در بازه زمانی سخت پس از اتمام جنگ جهانی دوم طی شد. از سنین کودکی هر آهنگی را که می‌شنید، آرام آن را زمزمه می‌کرد و می‌رقصید. مادر و پدرش که به علاقه شدید دختر خود پی بردند، او را در «مدرسه رقاصی باکو» ثبت نام کردند. آفاق ملکوا که از لیلا وکیلووا، استاد بزرگ رقص، آموزش دید و این حرفه را به خوبی یاد گرفت، در سال‌های بعد به دلیل استعداد و مهارت‌های خود، توانست نشان افتخار هنرمند خلق را به دست آورد.

## فعالیت
آفاق ملکوا در میان سال‌های ۱۹۶۳ تا ۱۹۷۴ به عنوان تک‌رقصنده‌ی گروه دولتی موسیقی و رقص آذربایجان فعالیت داشت. از سال ۱۹۷۴ نیز به عنوان تک‌رقصنده و مربی رقص در گروه دولتی رقص آذربایجان به فعالیت‌های خود ادامه داد. او علاوه بر  رقص‌های آذربایجانی، رقص‌های شرقی را نیز اجرا می‌کرد.
آفاق ملکوا در سال‌های مختلف در کشورهای ترکیه، مصر، لهستان، فرانسه، انگلستان، کانادا، پرتغال، آلمان، اسپانیا و … روی صحنه رفت. وی از سال ۱۹۸۲ ریاست گروه دولتی رقص آذربایجان را بر عهده گرفته است.

## جوایز و نشان‌ها
- عنوان افتخاری هنرمند ارجمند جمهوری آذربایجان شوروری (۱۱ آوریل ۱۹۷۵)
- هنرمند خلق جمهوری شوروی سوسیالیستی آذربایجان (۱۱ ژانویه سال ۱۹۷۸)
- نشان افتخاری (شهرت) (۲۸ دسامبر ۲۰۰۱)
- نشان شرف جمهوری آذربایجان (۱۶ مه سال ۲۰۱۷)[۴]